# Bnei Yehuda Tel Aviv
Bnei Yehuda Tel Aviv (în ebraică מועדון כדורגל בני יהודה תל אביב, Moadon Kaduregel Bnei Yehuda Tel Aviv) este un club de fotbal israelian din orașul Tel Aviv. Are în palmares un singur titlu, câștigat în anul 1990.

## Palmares
- Campioana Israelului (1): 1989-90
  - Vicecampioană (3): 1980–81, 1986–87, 1991–92
- State Cup (2): 1967–68, 1980–81
  - Finalistă (4): 1965, 1978, 2006, 2010
- Toto Cup (2): 1991-92, 1996–97
- Liga Leumit (5): 1958-59, 1972-73, 1977-78, 1984-85, 2014–15
  - Locul 2 (3): 1957–58, 1976-77, 2001-02
- Liga Alef
  - Locul 2 (1): 1956–57
- Supercupa Israelului (1): 1989-90

## Rezultate în cupele europene
Cupa UEFA / Europa League:
| Sezon   | Runda    | Țară              | Club                | Acasă | Deplasare | Scor general |
| ------- | -------- | ----------------- | ------------------- | ----- | --------- | ------------ |
| 2006–07 | Q2       | Bulgaria          | Lokomotiv Sofia     | 0–2   | 0–4       | 0–6          |
| 2009–10 | Q1       | Azerbaidjan       | Simurq PFC          | 3–0   | 1–0       | 4–0          |
| 2009–10 | Q2       | Letonia           | Dinaburg Daugavpils | 4–0   | 1–0       | 5–0          |
| 2009–10 | Q3       | Portugalia        | Paços Ferreira      | 1–0   | 1–0       | 2–0          |
| 2009–10 | Play-off | Țările de Jos     | PSV                 | 0–1   | 0–1       | 0–2          |
| 2010–11 | Q1       | Armenia           | Ulisses             | 1–0   | 0–0       | 1–0          |
| 2010–11 | Q2       | Republica Irlanda | Shamrock Rovers     | 0–1   | 1–1       | 1–2          |
| 2011–12 | Q2       | Andorra           | UE Sant Julià       | 2–0   | 2–0       | 4–0          |
| 2011–12 | Q3       | Suedia            | Helsingborgs IF     | 1–0   | 0–3       | 1–3          |
| 2012–13 | Q2       | Armenia           | Shirak              | 2–0   | 1–0       | 3–0          |
| 2012–13 | Q3       | Grecia            | PAOK                | 0–2   | 1–4       | 1–6          |

## Antrenori
- Yehoshua Faigenbaum (2000)
- Eli Ohana (2000–01, 2002-03)
- Nitzan Shirazi (2003–08)
- Eli Cohen (Jan 21, 2008–30 martie 2008)
- Hezi Shirazi (Mar 30, 2008–30 iunie 2008)
- Guy Luzon (1 iulie 2008–31 mai 2010)
- Dror Kashtan (1 iulie 2010–4 iunie 2011)
- Yossi Abukasis (14 iunie 2011–13 mai 2012)
- Dror Kashtan (13 mai 2012–Dec 9, 2013)
- Yossi Abukasis (Dec 9, 2013–)